# Bractée
 (septembre 2020).
Si vous disposez d'ouvrages ou d'articles de référence ou si vous connaissez des sites web de qualité traitant du thème abordé ici, merci de compléter l'article en donnant les références utiles à sa vérifiabilité et en les liant à la section « Notes et références ».

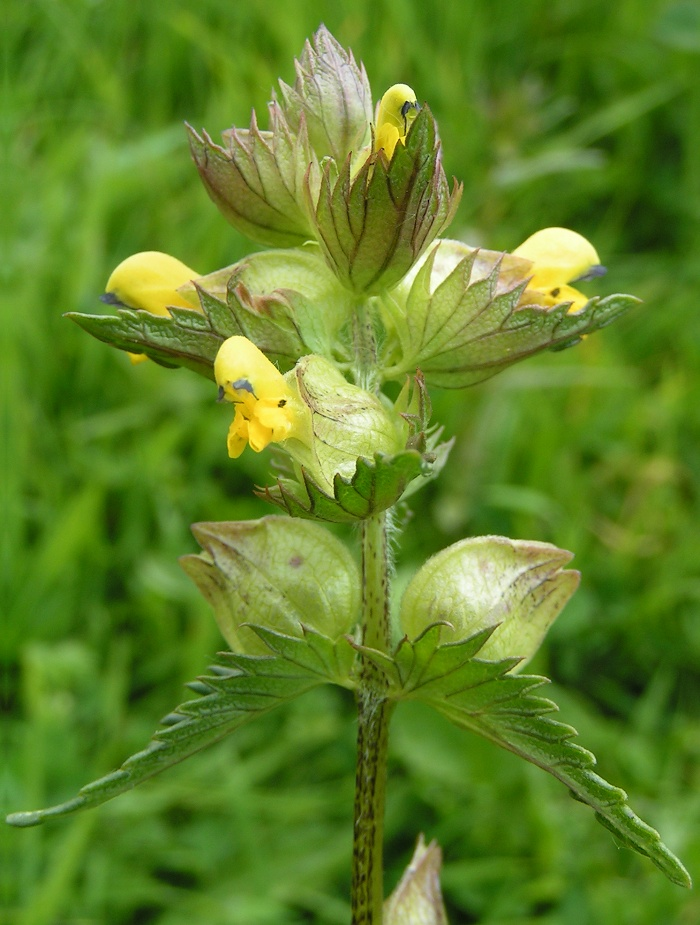
Petit rhinanthe : tout ce qui ressemble sur cette image à une feuille est en fait une bractée.

En botanique, une bractée est une feuille non ordinaire par sa taille, sa forme ou sa couleur, située à la base d'un pédoncule de fleur solitaire ou d'inflorescence (exemples : tilleul, arum, graminées, sapin Douglas). Elle est de structure membraneuse ou écailleuse, souvent petite (exemple : sapin Douglas), parfois géante et colorée (exemple : spathe de l'arum), parfois refermée sur elle-même (exemple : utricule de la laîche appauvrie), parfois soudée à d'autres bractées (exemple : bogue épineuse de châtaignier).
L'involucre est un ensemble de bractées formant une couronne ou une collerette, notamment chez les Apiacées (Ombellifères) et les Astéracées (Composées). Exemple : carotte sauvage.
Le calicule est un ensemble de bractées formant un second calice (souvent de couleur verte) à l'extérieur du calice ordinaire et dans l'intervalle des sépales ordinaires, considéré comme des stipules de sépales (exemples : fraisier, œillet, mauve, cotonnier).
Une bractéole est une petite bractée.

## Caractéristiques des bractées
Intermédiaire entre la feuille et la fleur, la bractée est souvent similaire à une feuille (on parle alors de « bractée foliacée »), mais elle peut aussi ressembler à une fleur ou à un pétale de fleur, notamment par ses coloris. Beaucoup de bractées, dites membraneuses, ont une consistance particulière, translucide et coriace, et une couleur cuivrée, argentée ou dorée. C'est cette dernière particularité qui est à l'origine du nom : en latin, le terme bractea (également écrit brattea) désigne en effet une feuille de métal, notamment une feuille d'or. Une petite bractée est appelée bractéole. Les bractéoles peuvent être assemblées en un épicalice (voir calice), et chaque pièce se nomme alors épisépale.

## Rôle des bractées
Les bractées protègent l'inflorescence, comme le font les sépales avant l'éclosion des fleurs (par exemple chez les Astéracées, ou Composées) ; dans d'autres cas, par leurs coloris, elles fonctionnent comme des panneaux de signalisation à l'intention des insectes pollinisateurs (phénomène fréquent chez les Lamiacées).

## Exemples de bractées remarquables

### Euphorbes

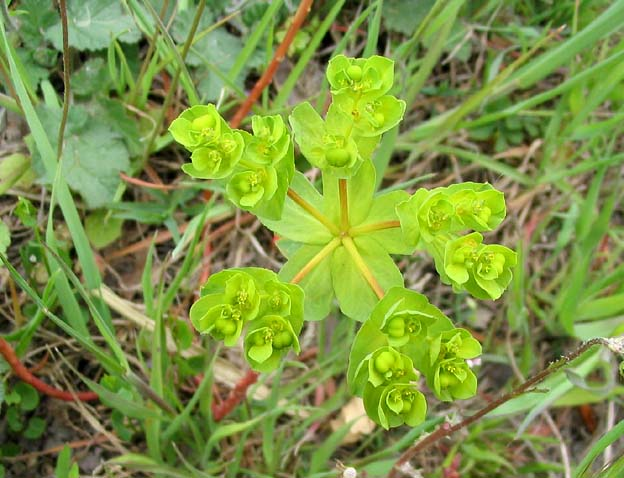
Euphorbia helioscopia
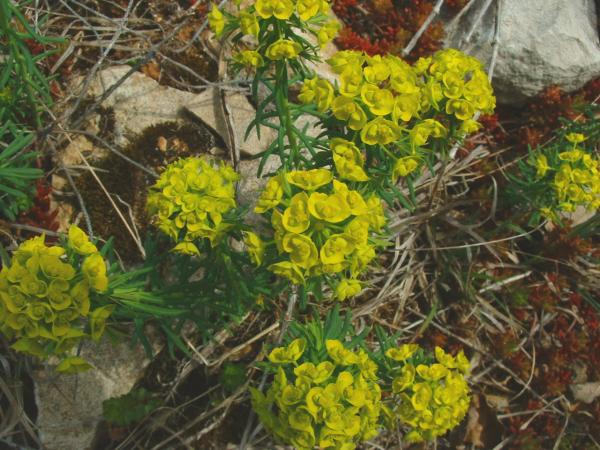
Euphorbia cyparissias
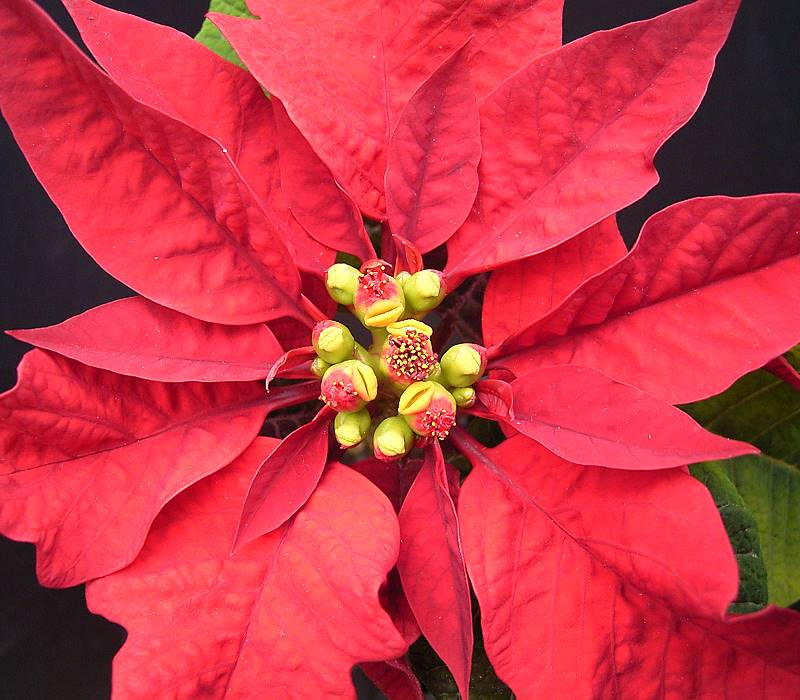
Euphorbia pulcherrima

Les euphorbes sont des plantes dont les fleurs n'ont ni pétales, ni sépales. Leur inflorescence, appelée cyathe, est formée d'une fleur femelle entourée de quelques fleurs mâles et de glandes nectarifères. Tous ces éléments reposent sur un couple de bractées formant une sorte de coupe. Les bractées sont bien souvent semblables aux feuilles par leur forme, mais elles s'en distinguent par leur couleur, tirant généralement sur le jaune. Elles peuvent aussi être arrondies alors que les feuilles sont oblongues.

### Lamiacées

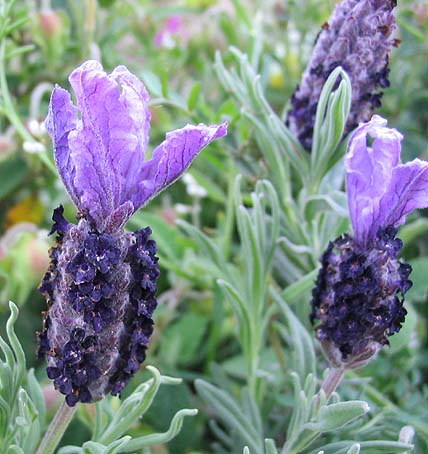
Bractées de lavande stoechas
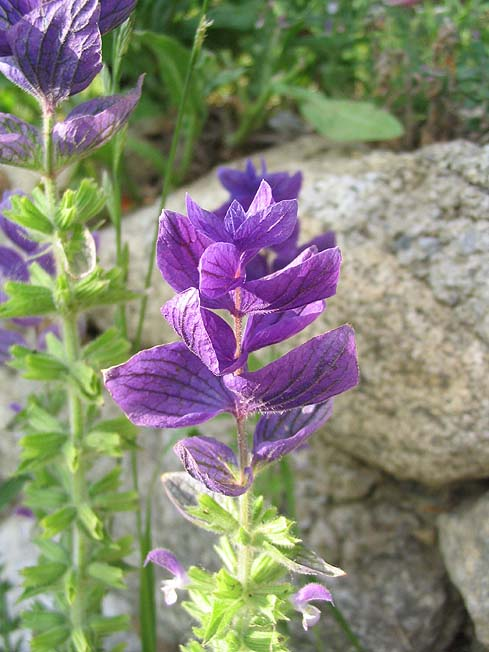
Bractées de sauge verte

- lavande stéchade : l'inflorescence de cette lavande, tout comme celle de Lavandula dentata, est une sorte d'épi terminé par un petit bouquet de bractées mauves ou violettes. Il s'agit visiblement d'un signal destiné aux abeilles et les invitant à venir polliniser la fleur.
- sauge verte : même chose avec cette autre labiée, souvent plantée dans les jardins pour son côté décoratif. L'inflorescence, aux fleurs assez petites pour une sauge, se termine par toute une série de bractées violettes foliacées, elles aussi servent de panneau signalisateur pour abeilles. On trouve également des bractées colorées chez la sauge sclarée et chez plusieurs autres labiées.

### Acanthacées

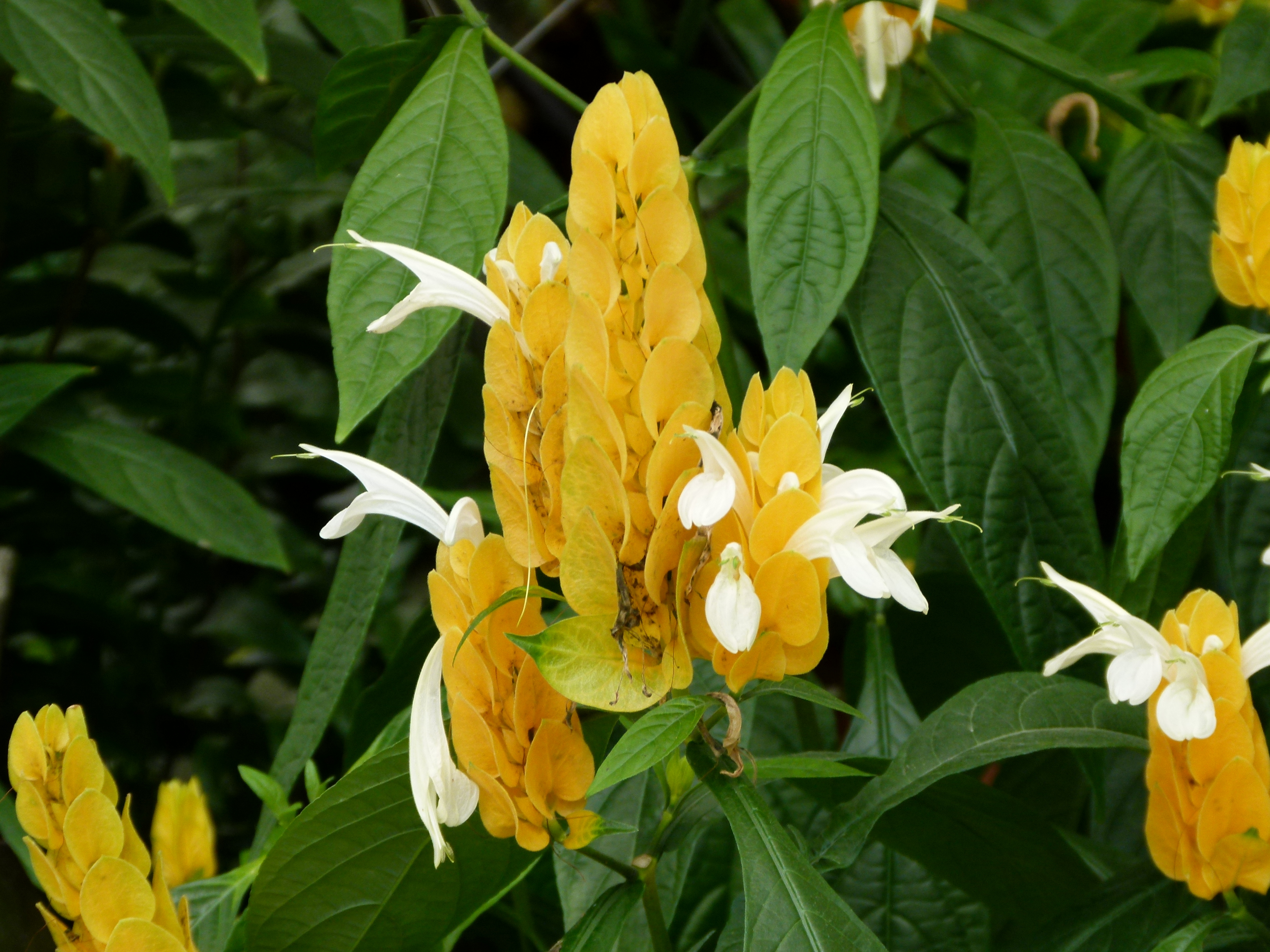
Bractées jaunes de Pachystachys lutea
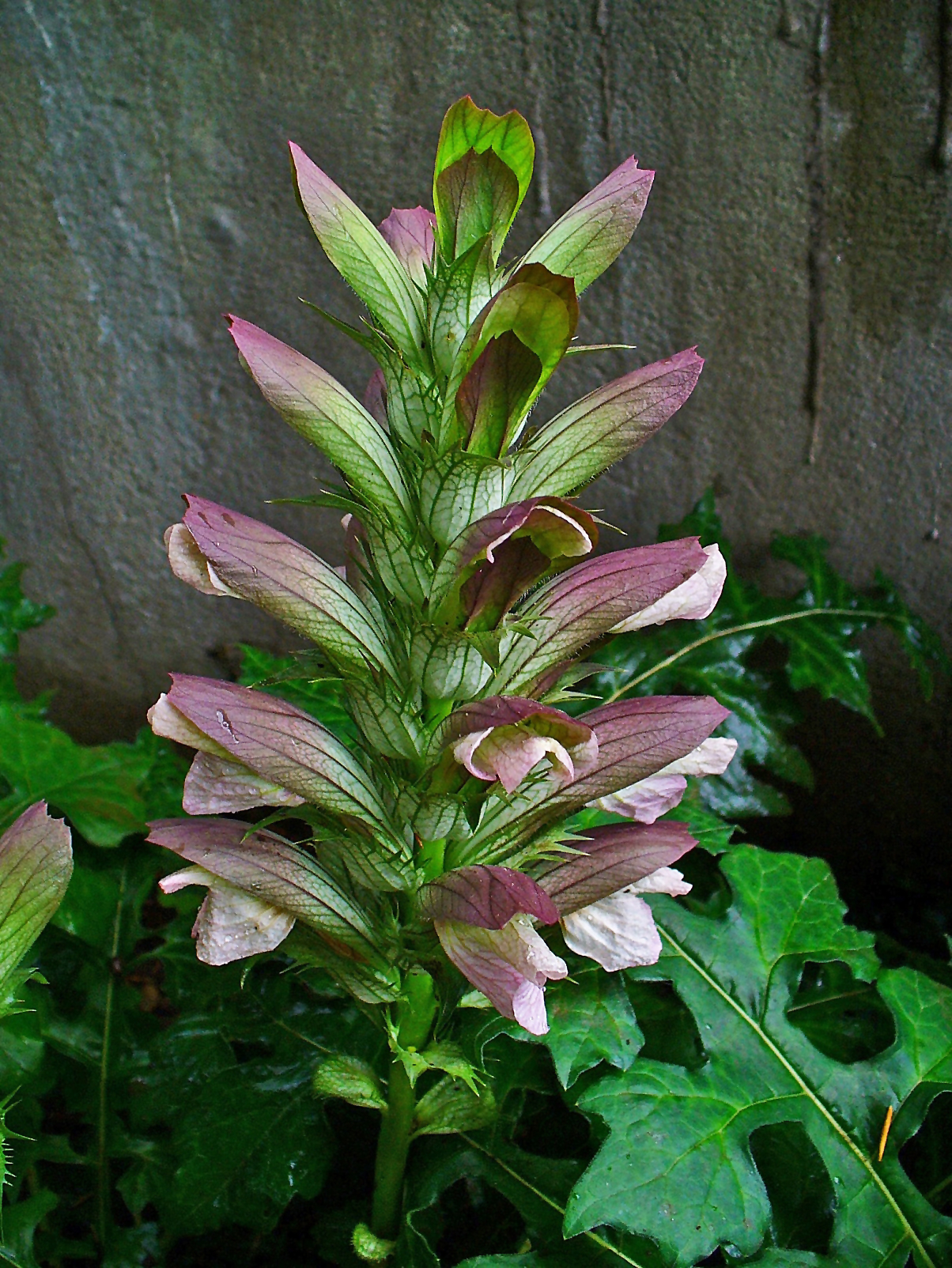
Bractées d'Acanthus balcanicus
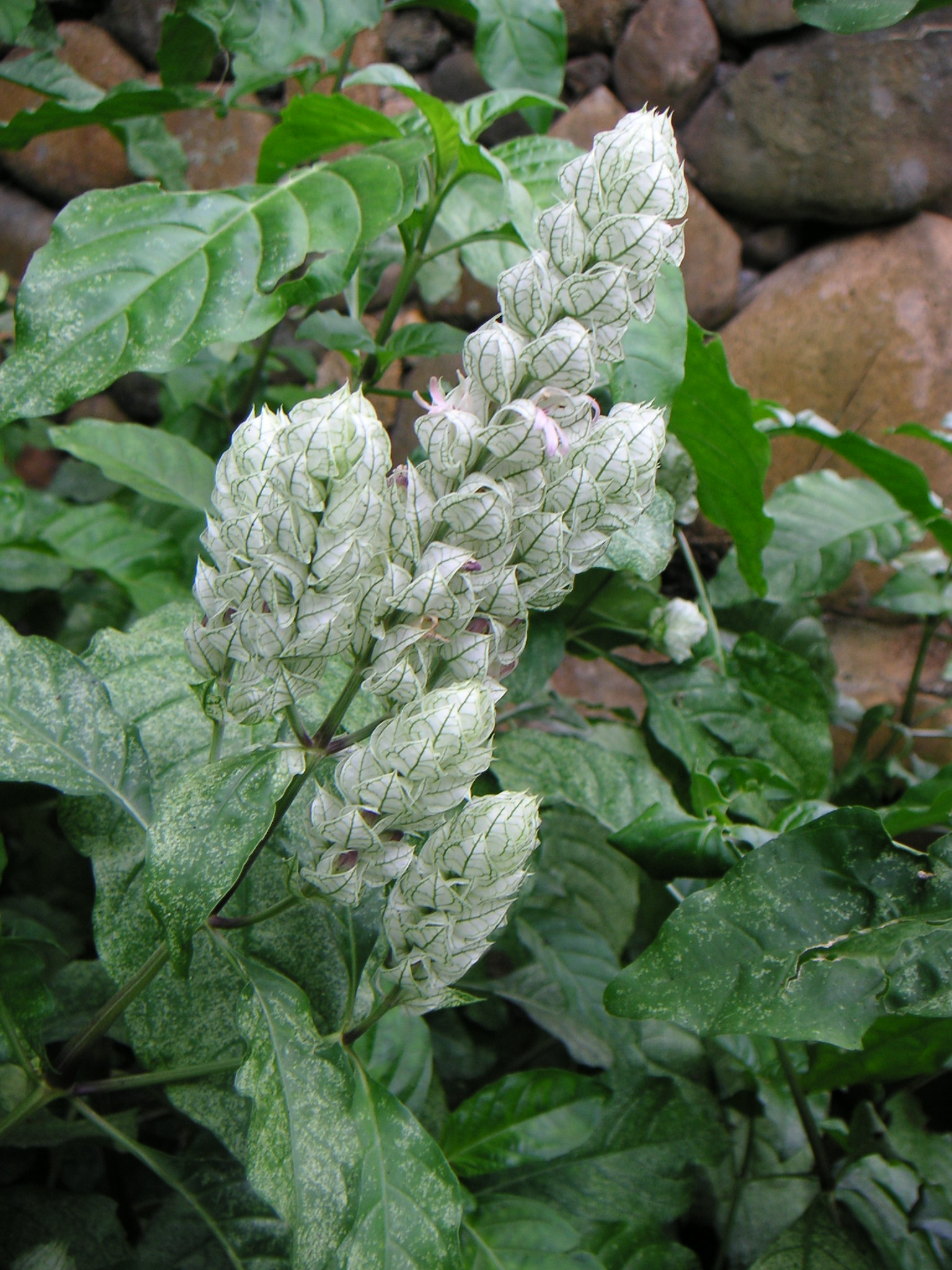
Bractées de Justicia betonica

### Tilleul

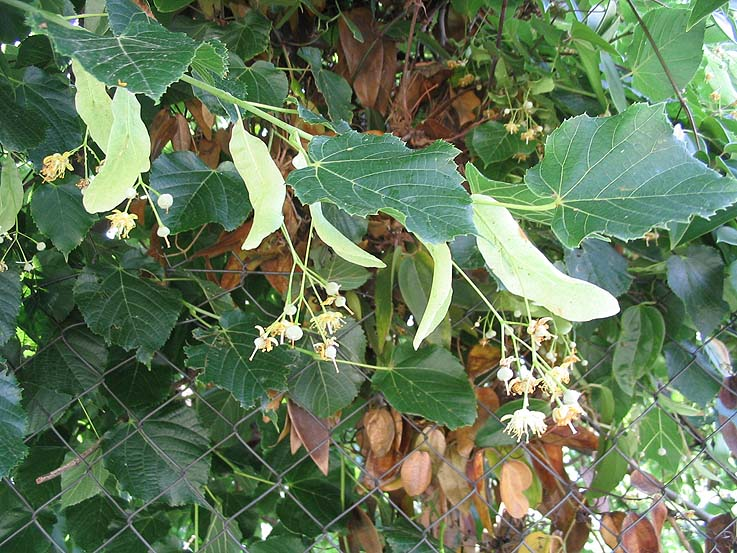
Inflorescences de tilleul

Les tilleuls, aux feuilles vertes arrondies ou cordées, ont des inflorescences en cymes à long pédoncule. Chaque pédoncule porte à sa base une bractée (et une seule) oblongue, plus ou moins elliptique, en forme d'aviron disent certains. Cette bractée jaune blanchâtre, membraneuse, reste en place jusqu'à l'hiver. Elle est utilisée, au même titre que les fleurs, dans la confection de tisanes calmantes.

### Carotte

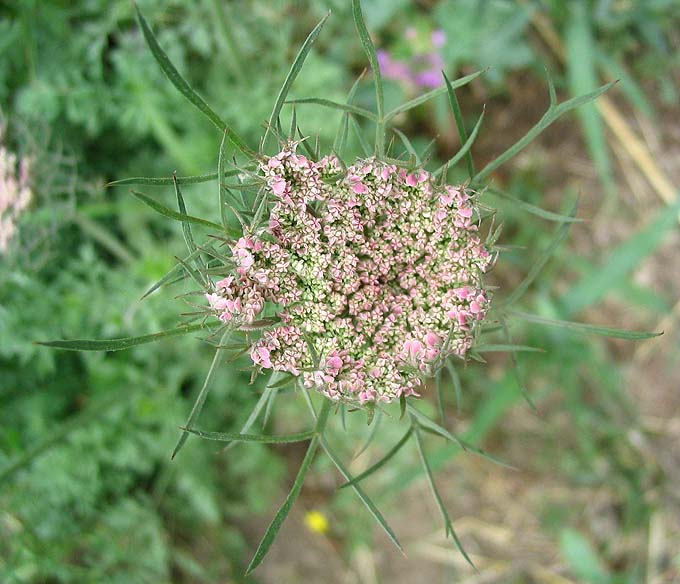
Jeunes ombelles de Daucus carota
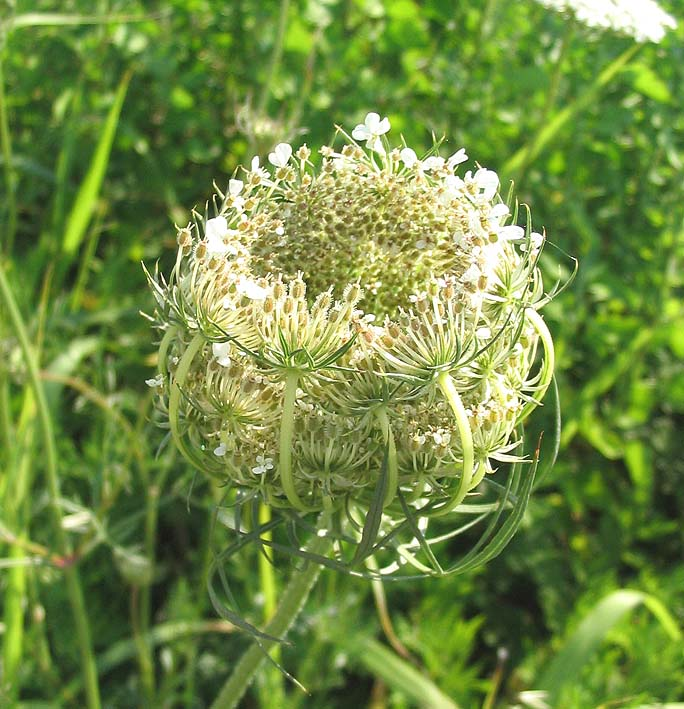
Infrutescence de Daucus carota

La carotte sauvage (Daucus carota L.) possède des ombelles à nombreux rayons, chaque rayon étant terminé par des bractées, généralement trilobées, entourant ombelles et ombellules. Après la floraison, les rayons et les bractées se referment, formant une sorte de panier qui maintient les fruits en position verticale jusqu'à leur maturation. L'inflorescence elle-même repose sur de longues bractées découpées, elles aussi trilobées, très visibles au début de la floraison.

### Astéracées

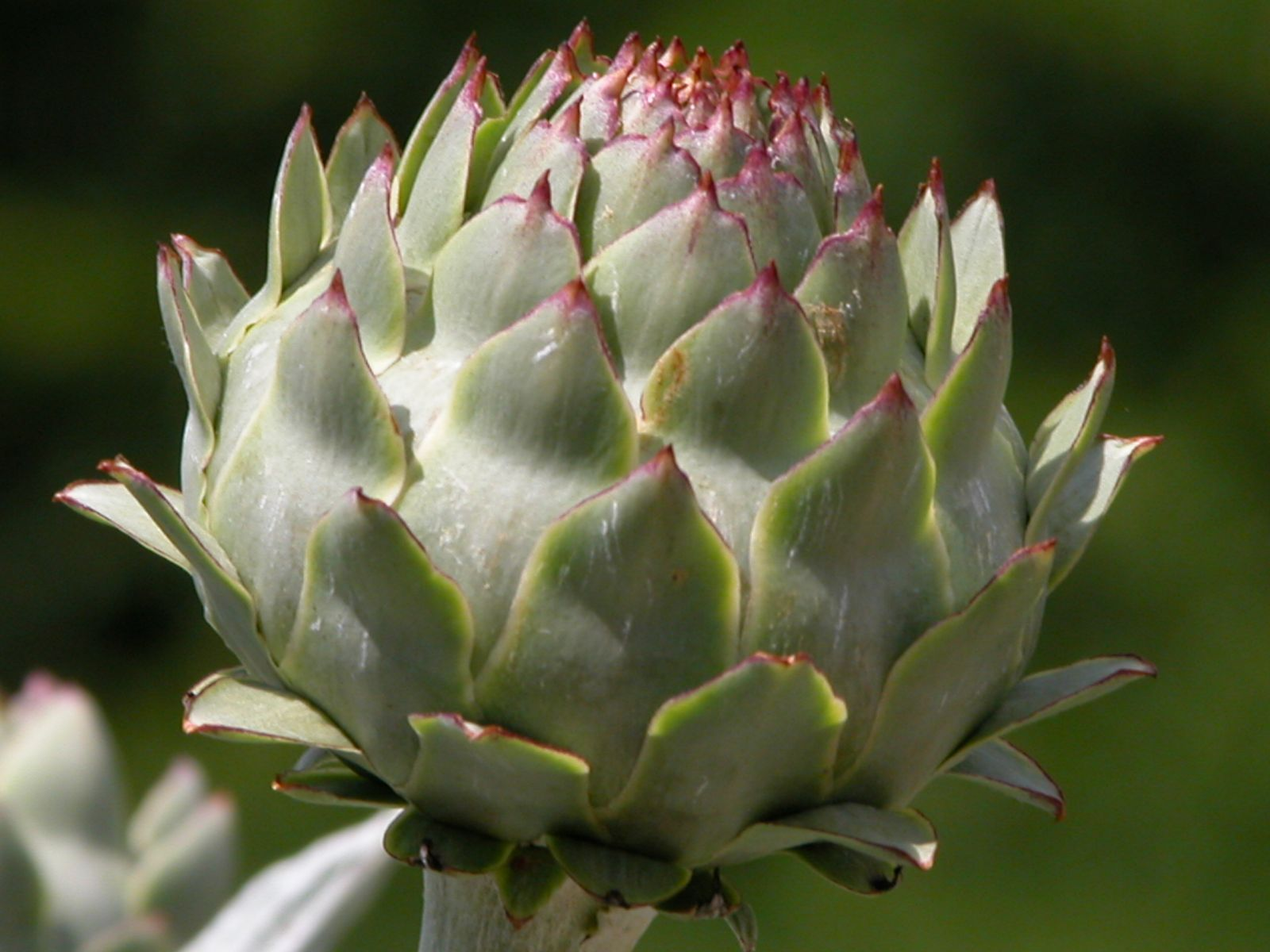
Artichaut
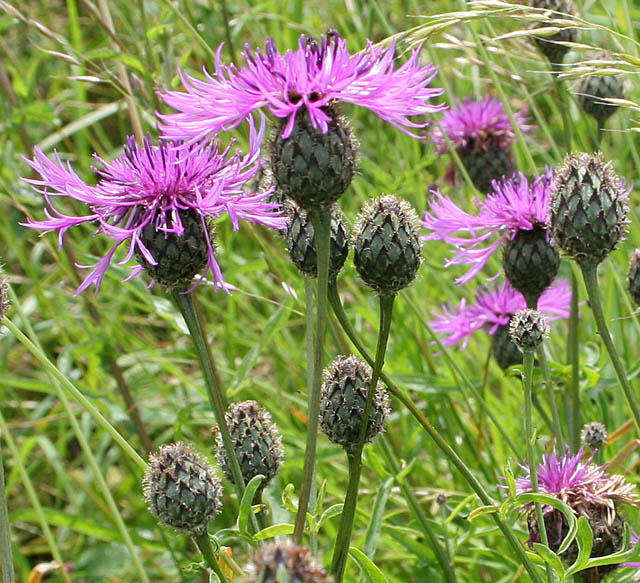
Centaurée scabieuse
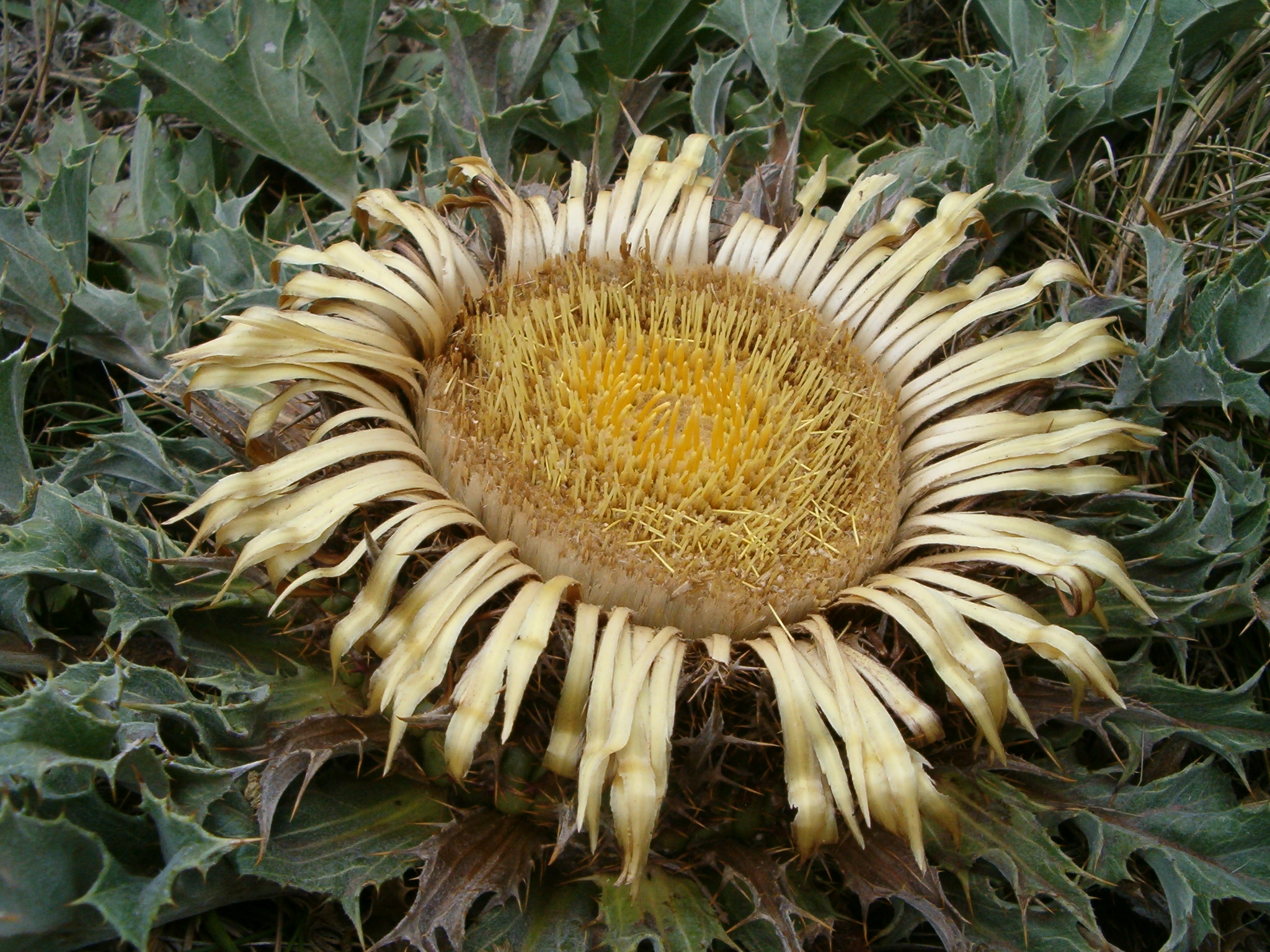
Carline à feuilles d'acanthe

Les Astéracées, ou Composées, ont une inflorescence en capitule. Ce capitule, souvent appelé fleur de façon impropre, est en fait un groupe de fleurs, ou fleurons, qui se présentent soit sous forme de languettes (fleurons ligulés), soit sous forme de tubes (fleurons tubulés), soit les deux à la fois. Toutes ces fleurs sont entourées d'un involucre de bractées parfois épineuses, assurant notamment la protection du capitule avant l'éclosion des fleurs. Certaines de ces bractées sont spectaculaires (chardon-Marie), d'autres nous sont très familières, puisque nous les consommons régulièrement.
- Artichaut : c'est le cas de l'artichaut, puisque les « feuilles » dont nous mangeons l'extrémité tendre sont en fait des bractées assez proches de celles des chardons ou des centaurées. Nous consommons les artichauts au moment où l'involucre est refermé sur le capitule, avant l'éclosion des fleurs.
- Centaurées : si on regarde le capitule d'une centaurée, on s'aperçoit que l'involucre est finalement assez semblable à celui d'un artichaut, mais en plus petit. Les bractées, comme les tuiles d'un toit, sont insérées les unes sur les autres. Elles sont fréquemment entourées ou terminées par des cils ou des épines qui permettent souvent aux botanistes de les différencier. Certaines bractées portent de longues épines, par exemple la centaurée du solstice.
- Carlines : les carlines sont des plantes idéales pour l'étude des bractées, car elles en comportent trois rangées totalement différentes. Les bractées extérieures sont identiques aux feuilles, par leur forme et leur couleur, mais elles sont plus petites. Les bractées moyennes sont coriaces, ligneuses, souvent très épineuses. Enfin les bractées intérieures, légèrement membraneuses, de couleur dorée ou argentée, rayonnent autour du disque floral et sont facilement prises pour des fleurs semblables à celles des marguerites.

### Monocotylédones

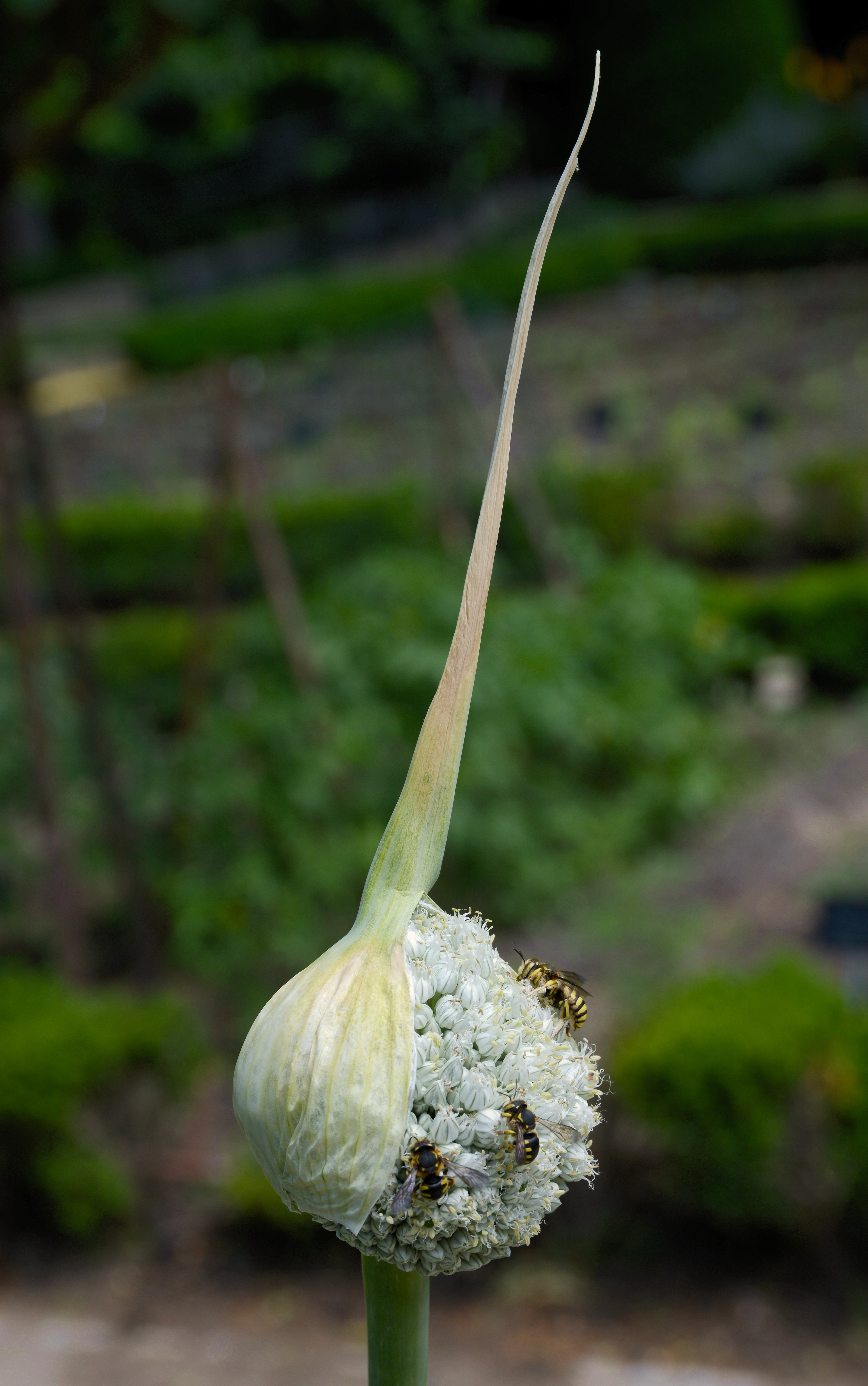
Longue spathe de poireau.
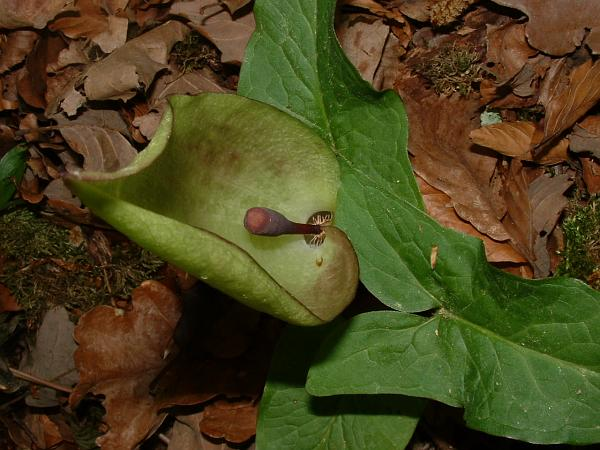
Spathe de gouet maculé.
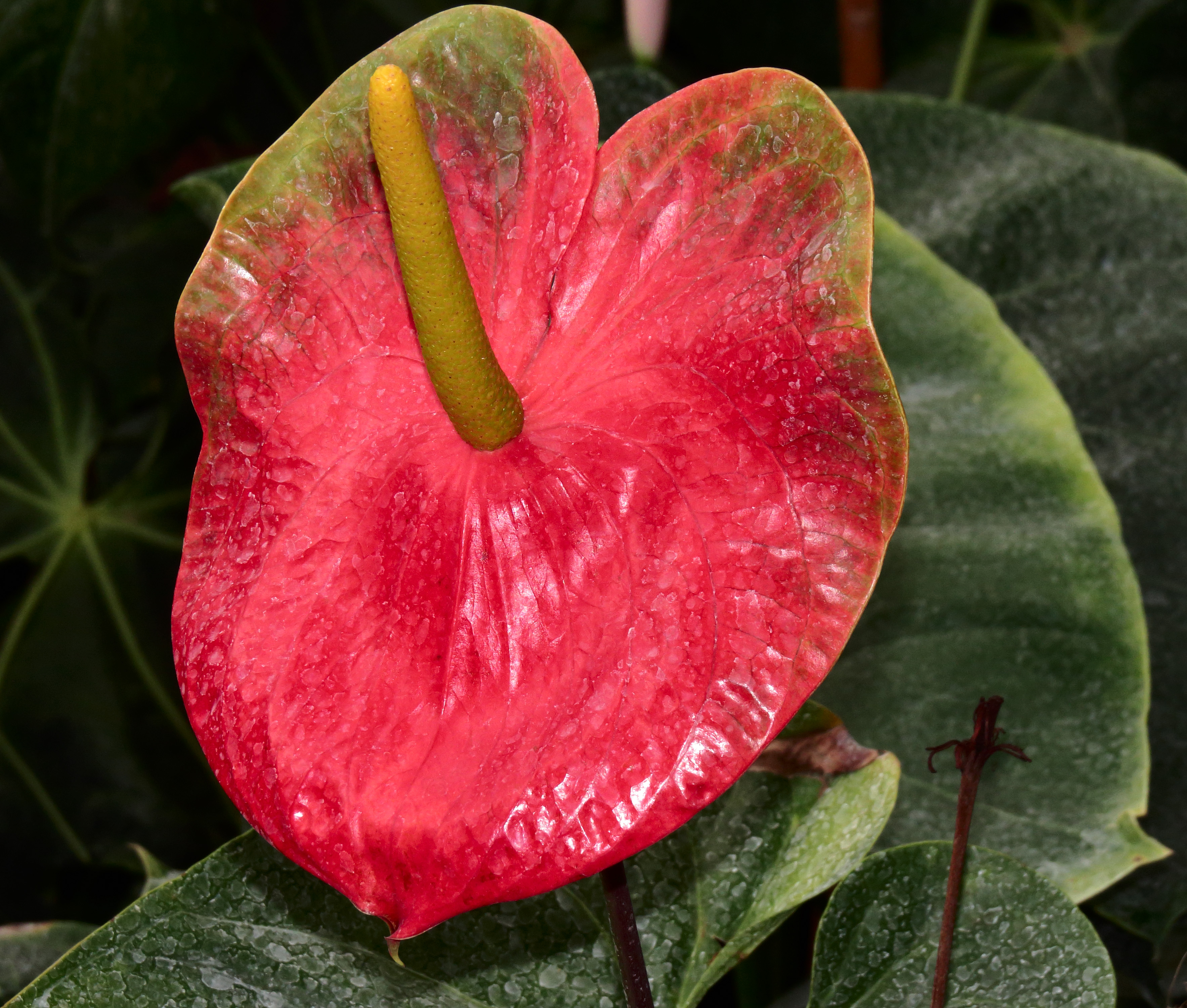
Spathe d'Anthurium hookeri.
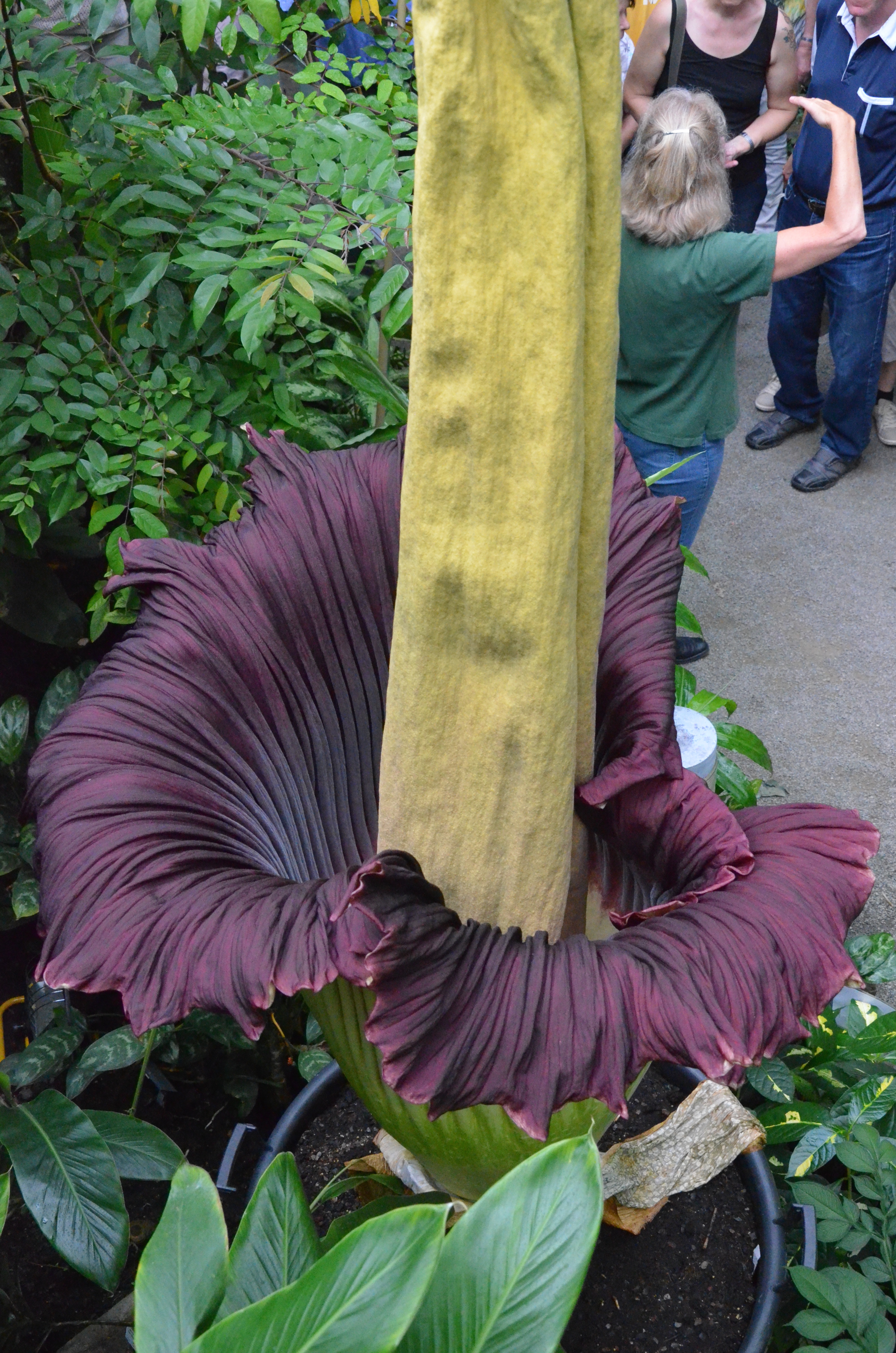
Record de taille pour l'Arum titan (Amorphophallus titanum).
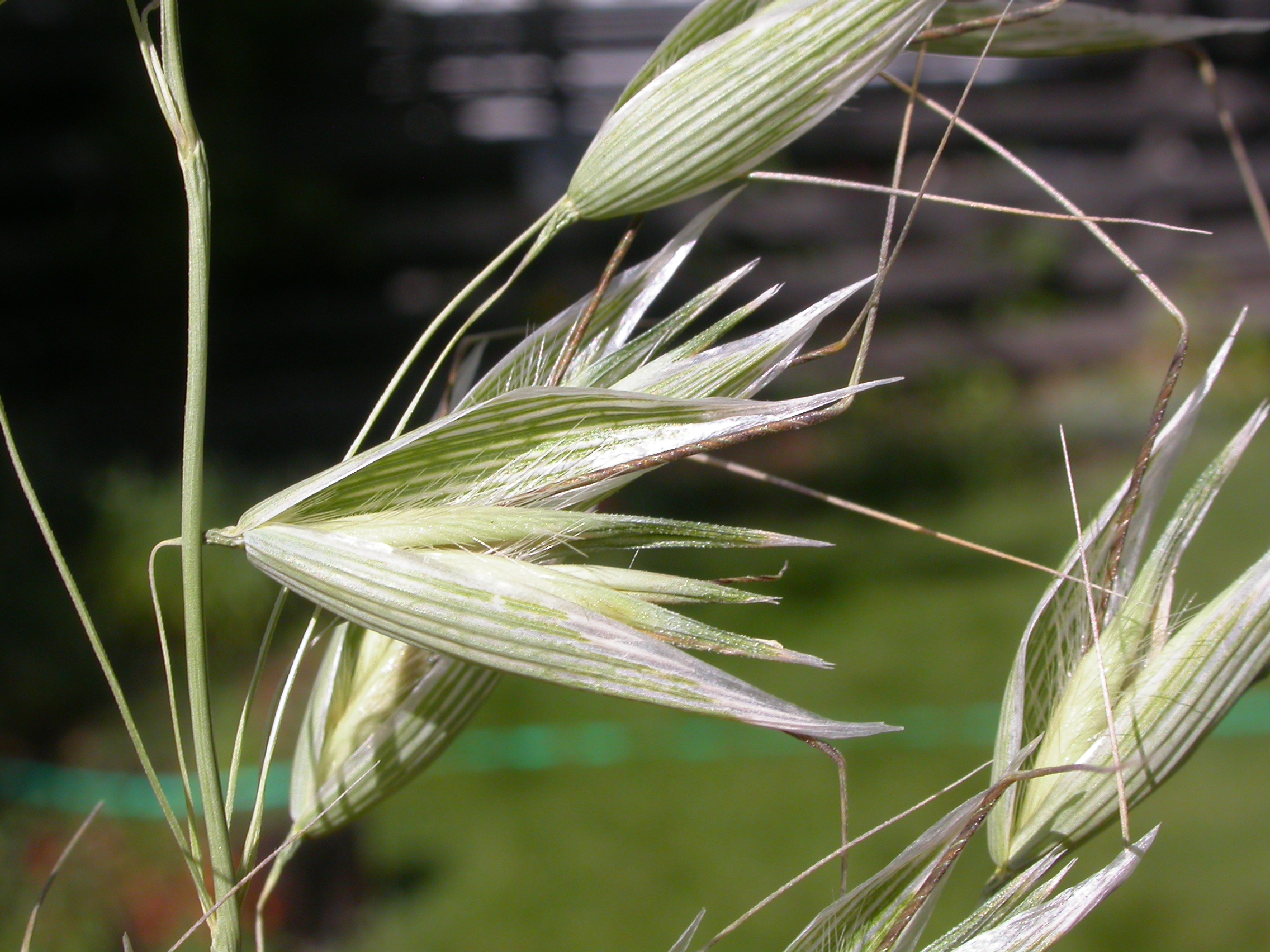
Glumes d'Avena fatua.

Avant l'éclosion, les fleurs ou les inflorescences sont protégées par une sorte de membrane plus ou moins translucide, qui s'ouvre ensuite en deux ou trois valves, parfois une seule. Cette membrane est elle aussi une bractée, appelée « spathe ». Après la floraison, les spathes peuvent être caducs ou persistants. Parmi les spathes les plus spectaculaires, ceux des aulx enveloppent entièrement les ombelles et certains pendent ensuite comme des serpentins le long de la tige (Allium oleraceum, Allium carinatum); et les spathes des Aracées ressemblent à de grandes feuilles charnues enveloppant le spadice. Les glumes et les glumelles des Poacées (ou graminées) sont elles aussi des bractées.